# کیم چه وون
کیم چه وون (کره‌ای: 김채원؛ زادهٔ ۱ اوت ۲۰۰۰) که همچنین با نام چه‌وون (انگلیسی: Chaewon) نیز شناخته می‌شود، خواننده اهل کره جنوبی است. او لیدر گروه دخترانهٔ کره‌ای لسرافیم است. او همچنین قبلاً عضو گروه دخترانهٔ آیز*وان بود که از طریق برنامه رقابتی پرودوس ۴۸ در سال ۲۰۱۸ شکل گرفته بود.

## اوایل زندگی
کیم چه وون زادهٔ ۱ اوت ۲۰۰۰ در سئول، کره جنوبی است. خانوادهٔ او متشکل از پدر و مادر و یک خواهر بزرگتر است. مادرش بازیگر تئاتر به نام لی ران هی است.

## ترانه‌شناسی

### آهنگسازی
| سال  | آرتیست  | آهنگ      | متن | موسیقی |
| ---- | ------- | --------- | --- | ------ |
| ۲۰۲۰ | آیز*وان | With*One  | Yes | N      |
| ۲۰۲۰ | آیز*وان | زیبا      | Yes | N      |
| ۲۰۲۰ | آیز*وان | سفر آهسته | Yes | Yes    |
| ۲۰۲۲ | لسرافیم | شعله آبی  | Yes | N      |